# Antigermanismo
El antigermanismo o germanofobia es el miedo, odio o fobia hacia Alemania, su pueblo, y el idioma alemán.
El sentimiento contrario se denomina germanofilia. El pangermanismo, en cambio, es un movimiento político-ideológico que pretende la unificación de Alemania o su expansión, en distintos contextos históricos.

## SigloXIX

### Rusia
Hacia la década de 1860 en Rusia se produjo un brote de antigermanismo, principalmente en un pequeño grupo de escritores de San Petersburgo que estaban agrupados en torno a un periódico de tendencia derechista. Comenzó en 1864 con la publicación de un artículo de un escritor que utilizaba el seudónimo de "Shedoferotti" que proponía que se le debía otorgar la autonomía a Polonia y que debían ser preservados los privilegios de los barones alemanes en las Repúblicas bálticas y Finlandia. Mijaíl Katkov publicó una fuerte crítica al artículo en Noticias de Moscú que a su vez disparó una seguidilla de artículos agresivos en los que escritores rusos expresaban su irritación hacia los europeos, con algunos ataques directos a los alemanes.
Al año siguiente, 1865, se realizaron una serie de homenajes en todo el imperio ruso para conmemorar el 100 aniversario de la muerte de Mijaíl Lomonósov. Se publicaron artículos que mencionaban las dificultades que Lomonósov había enfrentado con los miembros extranjeros de la Academia de Ciencias de Rusia, la mayoría de los cuales eran de ascendencia alemana. Los autores luego procedían a criticar a los estudiosos alemanes contemporáneos por su desprecio hacia el idioma ruso y por imprimir los artículos en idiomas extranjeros mientras sus trabajos eran sufragados con fondos del pueblo ruso. Algunos escritores llegaron a proponer que aquellos ciudadanos rusos de ascendencia alemana que no hablaran el ruso y profesaran la fe ortodoxa debían ser considerados extranjeros. También se propuso que se le prohibiera a los ciudadanos de ascendencia alemana ejercer cargos diplomáticos ya que quedaba en duda de que contaran con la debida "solidaridad hacia Rusia".
A pesar de la campaña de prensa contra los alemanes, el sentimiento antialemán no se propagó de manera significativa en Rusia, y se eclipsó, debido a las raíces alemanas de la familia imperial y la presencia de numerosos nombres alemanes en la élite política rusa.

### Reino Unido
Aunque durante la década de 1860 en el Reino Unido habían comenzado a aparecer algunos comentarios negativos sobre Alemania, luego de la victoria prusiana en la Guerra franco-prusiana en 1871 las críticas llegaron a la prensa y encontraron eco en el nacimiento de la novela de la invasión, que se basaba en la idea que el Reino Unido sería la próxima víctima de Alemania.
Hacia 1890 había en el Reino Unido una difundida hostilidad hacia los extranjeros, principalmente enfocada hacia los judíos del este de Europa pero también hacia los alemanes. Joseph Bannister creía que los residentes alemanes en el Reino Unido eran en su gran mayoría "operadores de casa de juego, porteros de hotel, peluqueros, 'matones', fugitivos de la justicia, músicos callejeros, criminales, panaderos, socialistas, ayudantes baratos, etc.", Personas entrevistadas por la Real Comisión para la Inmigración Extranjera creían que los alemanes estaban involucrados en actividades ligadas con la prostitución y el raterismo. Mucha gente consideraba que los alemanes que vivían en el Reino Unido constituían una amenaza al estándar de vida de los británicos ya que estaban dispuestos a trabajar jornadas más largas.
La hostilidad hacia los alemanes se profundizó en 1896 luego que el káiser Guillermo II felicitó al presidente Paul Kruger del Transvaal por haber resistido la agresión británica. La prensa alemana informaba sobre ataques a los alemanes en Londres, aunque no existen evidencias en la prensa inglesa sobre esto. Sin embargo, en 1900 durante la segunda guerra bóer, un barbero alemán de Tottenham fue acusado de profesar simpatía por los bóer y fue atacado, y en 1901 se produjeron ataques contra alemanes que viajaban en tren en la zona este de Londres.